# بانوماهیان
بانوماهیان (نام علمی: Elops) نام یک سرده از راسته بانوماهی‌سانان است.

## گونه‌ها
- قمه‌ماهی
- Elops hawaiensis
- بانوماهی آفریقای غربی
- ده‌پوندی
- بانوماهی جهنده
- بانوماهی سنگالی
- مالاچو